# Paa medogensis
Nanorana medogensis là một loài ếch trong họ Ranidae.
Nó được tìm thấy ở Trung Quốc và có thể cả Ấn Độ.
Các môi trường sống tự nhiên của chúng là rừng ôn đới, sông, và đầm nước ngọt.